# 17-я армия (вермахт)
17-я армия (нем. 17. Armee) — создана 20 декабря 1940 года. В августе — сентябре 1942 года именовалась как армейская группа «Руофф». Армия была уничтожена в мае 1944 года в Крыму, затем вновь сформирована в августе 1944 года.

## Боевой путь
С 22 июня 1941 года 17-я армия участвовала в войне против СССР. Действовала в составе группы армий «Юг» на Украине против войск Юго-Западного фронта РККА.
В августе 1941 — бои в районе Умани, в сентябре — в районе Киева.
19 октября 1941 года. Немецкие 17-я и 6-я армии продолжают наступление на Харьков и Белгород. 17-я и 6-я армии добились успехов в своём наступлении на Харьков и Белгород.
В октябре — ноябре — сражение на Донбасско-Ростовском направлении.
В 1942 году — наступление через Кубань на Кавказ.
В октябре 1943 года — 17-я армия отступила в Крым.
В мае 1944 года — оборонялась в Севастополе и была почти полностью уничтожена.
В августе 1944 года — 17-я армия была вновь сформирована в Галиции (Южная Польша).
В конце войны (май 1945) — в Силезии.

## Состав армии

### В июне 1941
- 4-й армейский корпус
- 52-й армейский корпус
- 49-й горный армейский корпус

### 23 сентября 1941 года
| - Подразделения армейского подчинения: - 855-й (моторизованный) гаубичный артиллерийский дивизион большой мощности - Штабная секция - моторизованный взвод связи - моторизованная топографическая секция - 3 батареи (4 210-мм гаубицы на каждую) - 2 лёгкие колонны снабжения боеприпасами - 633-й геодезический батальон - 512-й взвод по измерению дульных скоростей - 514-й метеорологический взвод - 596-й армейский полк связи - 103-й батальон обеззараживания - 9-я рота/457-й пехотный полк - 760-й батальон регулирования дорожного движения - 666-я рота пропаганды - 544-й картографический парк - Штаб 42-го зенитного полка - 2/24-й (смешанный) зенитный полк - 1/61-й (смешанный) зенитный полк - 275-й (смешанный) зенитный дивизион - 277-й армейский зенитный дивизион (88-мм) - 279-й (смешанный) армейский зенитный дивизион - 614-й зенитный дивизион - 1/48-й зенитный дивизион - 3/48-й зенитный дивизион - 6/48-й зенитный дивизион - 2/66-й зенитный дивизион - 5/46-й зенитный дивизион - 17-й командир войск люфтваффе - 17-я группа фотоинтерпретации (Stabia) - 3.(F)/11 разведывательный штаб - 6-я курьерская эскадрилья - 4-й батальон связи люфтваффе - 700-й (моторизованный) пионерский полковой штаб - 74-й (моторизованный) пионерский батальон - 213-й (конный) пионерский батальон - 260-й (моторизованный) пионерский батальон - 658-й (моторизованный) пионерский батальон - 901-й штурмовой отряд катеров - 34 неопознанные мостовые колонны «Б» - 171-я мостовая колонна (французская техника) - 7-й старший строительный штаб - 64-й строительный батальон - 155-й строительный батальон - Строительство мостов в Кременчуге - 107-й командующий строительными войсками - 41-й мостостроительный батальон - 531-й мостостроительный батальон - 699-й мостостроительный батальон - 563-й дорожно-строительный батальон - 59-й отряд организации Тодта - С группой фон Шведлера - 1-й командир строительных войск - 144-й строительный батальон - 107-я группа Имперской службы труда - 87-й отряд организации Тодта (присутствует половина отряда) - С LII армейским корпусом: - 51-й строительный батальон - 131-й строительный батальон - 87-й отряд организации Тодта (половина присутствующих) - С LV армейским корпусом: - 18-й командир строительных войск - 551-й дорожно-строительный батальон - 96-й строительный батальон - 221-й строительный батальон - 53-й отряд организации Тодта - С XI армейским корпусом: (XI корпус не входил в состав армии) - 559-й дорожно-строительный батальон - 305-й строительный батальон - LII армейский корпус: - 452-й (моторизованный) картографический отряд - 452-й батальон корпусной связи - 2 (моторизованные) роты телефонного перехвата - 1 (моторизованная) телефонная рота - 1 (моторизованная) радиорота - 1 (моторизованная) колонна связи - 452-й (моторизованный) отряд снабжения - 1/452-я (моторизованная) лёгкая колонна - 2/452-я (моторизованная) тяжёлая топливная колонна - 452-й (моторизованный) взвод технического обслуживания - 452-й (моторизованный) отряд военной полиции - 452-я (моторизованная) полевая почта - 245-й дивизион штурмовых орудий (за вычетом 1 батареи) - 849-й (моторизованный) артиллерийский дивизион - 1 (моторизованная) батарея (4 100-мм орудия) - 2/46-й (моторизованный) артиллерийский полк - Штабная секция - моторизованный взвод связи - (моторизованная) топографическая секция - 3 (моторизованные) батареи (4 150-мм гаубицы sFH 18 каждая) - 1 лёгкая (моторизованная) колонна снабжения боеприпасами (48 тонная) - 32-й наблюдательный батальон - 1 моторизованный взвод связи - 1 (моторизованный) взвод метеорологов - 1 (моторизованная) рота флэш-зондирования - 1 (моторизованная) рота звуковой разведки - 1 (моторизованная) геодезическая рота - 525-й противотанковый дивизион (1 рота) - 9-й командир строительных войск - 403-й строительный батальон - 4.(H)/32-й разведывательный штаб - Приданы: - 51-й строительный батальон - 131-й строительный батальон - 87-й отряд Организации Тодта (присутствует половина подразделения) - 9-я пехотная дивизия: - 1/,2/,3/36-й пехотный полк - 1/,2/,3/57-й пехотный полк - 1/,2/,3/116-й пехотный полк - 1/,2/,3/9-й артиллерийский полк, каждый дивизион имел: - 3 батареи (по 4 105-мм орудия) - 1/45-й артиллерийский полк - 3 батареи (по 4 150-мм орудия sFH) - 9-й противотанковый дивизион - 9-й разведывательный батальон - 9-й пионерный батальон - 9-й батальон связи - Подразделения поддержки 9-й дивизии - LV армейский корпус: - 124-е (моторизованная) артиллерийское командование - Штаб 501-го артиллерийского полка - 197-й дивизион штурмовых орудий - 863-й (моторизованный) артиллерийский дивизион: - 3 батареи (4 100-мм орудия K18 на каждую) - 3/111-й (моторизованный) артиллерийский полк - Штабная секция - моторизованный взвод связи - моторизованная топографическая секция - 2 батареи (4 150-мм гаубицы sFH 18 на каждую) - 1 лёгкая (моторизованная) колонна снабжения боеприпасами (48-тонная) - 4/221-й (конный) артиллерийский полк - Штабная секция - моторизованный взвод связи - моторизованная топографическая секция - 3 (моторизованные) батареи (4 150-мм гаубицы sFH 18 на каждую) - 1 лёгкая (моторизованная) колонна снабжения боеприпасами (48 т) - 525-й противотанковый дивизион (за вычетом 1 роты) - 500-й пехотный батальон (в составе 101-й лёгкой пехотной дивизии) - 673-й пионерный полковой штаб - 112-й строительный батальон - 4.(H)/41 разведывательный штаб - Приданы: - 18-й командир строительных войск - 551-й дорожно-строительный батальон - 96-й строительный батальон - 221-й строительный батальон - 53-й отряд организации Тодта - 57-я пехотная дивизия: - 1/,2/,3/179-й пехотный полк - 1/,2/,3/199-й пехотный полк - 1/,2/,3/217-й пехотный полк - 1/,2/,3/157-й артиллерийский полк, каждый дивизион имел 3 батареи (по 4 105-мм орудия) - 4/157-й артиллерийский полк: 3 батареи (по 4 150-мм орудия sFH) - 157-й противотанковый дивизион - 157-й разведывательный батальон - 157-й пионерный батальон - 157-й батальон связи - Подразделения поддержки 157-й дивизии - 100-я лёгкая пехотная дивизия: - Штаб дивизии - Моторизованная картографическая секция - 54-й пехотный полк - Штаб - 1 взвод связи - 1 взвод велосипедистов (4 ручных пулемёта) - 1 взвод поддержки пехоты (2 75-мм пехотных орудия) - 1 полковой оркестр - 3 батальона, каждый из которых имеет - 3 пехотные роты (12 ручных пулемётов, 3 ПТР и 3 50-мм миномёта) - 1 пехотная рота (12 станковых пулемётов, 2 28-мм ПТ-пушки) - 1 пехотная рота - 1 саперный взвод (4 ручных пулемёта) - 1 миномётная секция (6 80-мм миномётов) - 1 отделение пехотных орудий (2 75-мм пехотных орудий) - 1 секция пехотных орудий (2 150-мм пехотных орудия) - 1 моторизованная противотанковая рота (2 50-мм ПТ, 9-37-мм PAK 36 и 4 ручных пулемёта с тягачами Sd Kfz 2) - 227-й пехотный полк: то же, что и 54-й пехотный полк - 83-й артиллерийский полк - Штаб полка - 1 взвод связи - 1-й дивизион: 2 батареи (каждая с 4 105-мм горные пушки и 2 ручных пулемёта) - 3-й дивизион: 3 батареи (4 105-мм горные пушки и 2 ручных пулемёта на каждую) - 4-й (моторизованный) батальон: 3 батареи (4 150-мм орудия sFH 18 и 2 пулемёта на каждый) - 100-й разведывательный батальон - 3 велосипедных эскадрона (3 50-мм миномёта, 2 станковых пулемёта, 12 ручных пулемёта, 3 ПТР) - 1 (моторизованный) разведывательный эскадрон - 1 противотанковый взвод (3 37-мм пушки PAK 36 & 1 ручной пулемёт (тягачи Sd Kfz 2) - 1 взвод пехотных орудий (2 75-мм орудия) - 100-й противотанковый дивизион - (моторизованный) взвод связи - 2 (моторизованные) роты ПТ (6 50-мм, 4 37-мм и 6 ручных пулемётов) - 100-й пионерский батальон - 1 (велосипедная) инженерная рота (9 ручных пулемётов) - 2 инженерная рота (9 ручных пулемётов) - 1 лёгкая колонна инженерного снабжения - 100-й батальон связи - 1 (моторизованная) радиорота - 1 (смешанная мобильность) телефонная рота - 1 лёгкая колонна снабжения - 100-й фельдъегерский батальон - 3 роты (без тяжёлого вооружения) - 100-й батальон снабжения - 6 лёгких (конных) колонн снабжения - 1 лёгкая (смешанная) колонна снабжения топливом - 1 рота технического обслуживания - 1 рота лёгкого снабжения - 1 взвод дивизионного квартирмейстера - 1 (моторизованная) мясная рота - 1 (моторизованная) пекарня - 1 колонна скорой помощи - 2 (смешанной мобильности) медицинские роты - 1 полевой госпиталь - 1 ветеринарная рота - 1 (смешанной мобильности) взвод полевой почты - 1 рота военной полиции - 101-я лёгкая пехотная дивизия: - 101-й (моторизованный) картографический отряд - Дивизионный оркестр - 228-й пехотный полк - 1 взвод связи - 1 велосипедная рота (без тяжёлого вооружения) - 3 батальона, каждый из которых имеет: - 3 пехотные роты (12 ручных пулемёта и 3 50-мм миномёта на каждую) - 1 рота поддержки (8 станковых пулемётов, 6 80-мм миномётов и 2 75-мм пехотных орудий) - 1 (велосипедный) пионерский взвод (1 ручной пулемёт) - 1 (моторизованная) противотанковая батарея (12 37-мм PAK 36 и 4 ручных пулемёта) - 229-й пехотный полк: то же, что и 228-й пехотный полк - 101-й разведывательный батальон - 1 (моторизованный) взвод связи - 1 кавалерийский эскадрон (2 станковых пулемёта и 9 ручных пулемётов) - 1 велосипедный эскадрон (3 50-мм миномёта, 2 станковых пулемёта и 9 ручных пулемётовS) - 1 (моторизованная) противотанковая секция (3 37-мм PAK 36 и 1 ручной пулемёт) - 1 конная батарея (вооружение не указано) - 101-й противотанковый дивизион - 1 (моторизованный) взвод связи - 1 (моторизованная) противотанковая батарея (12 37-мм PAK 36 и 4 ручных пулемёта) - 1 (моторизованная) противотанковая батарея (8 37mm PAK 36, 4 28-мм sPzBu41 и 4 ручных пулемёта) - 85-й артиллерийский полк - 1 взвод связи - 1 (моторизованный) взвод метеорологов - 1-й и 2-й дивизионы, каждый в составе: - 1 взвод связи - 1 топографический отряд - 2 батареи (4 105-мм пушки leFH и 2 ручных пулемёта на каждую) - 3-й дивизион: - 1 взвод связи - 1 топографический отряд - 3 батареи (4 105-мм орудия leFH и 2 ручных пулемёта на каждую) - 4-й дивизион: - 1 (моторизованный) взвод связи - 1 (моторизованная) топографический отряд - 3 (моторизованные) батареи (4 150-мм гаубицы sFH и 2 ручных пулемёта на каждую) - 101-й фельдъегерский батальон - 3 роты (без тяжёлого вооружения) - 101-й пионерный батальон - 1 (велосипедная) рота пионеров (9 ручных пулемётов) - 2 пионерские роты (9 ручных пулемётов на каждую) - 1 пионерская колонна - 1 (моторизованная) мостовая колонна Б - 1 (моторизованная) пионерская колонна - 101-й батальон связи - 1 (моторизованная) телефонная рота - 1 (моторизованная) радиорота - 1 (моторизованная) колонна связи - 101-я дивизионная служба снабжения - 1-3/101-я (моторизованная) лёгкие колонны - 4-8/101-я лёгкие колонны - 9/101-я (моторизованная) лёгкая топливная колонна - 101-й взвод технического обслуживания - 101-я рота снабжения - 101-я дивизионная администрация - 101-я (моторизованная) полевая пекарня - 101-я (моторизованная) мясная рота - 1/,2/101-я (tmot) горные медицинские роты - 101-й полевой госпиталь - 101-я (моторизованная) санитарная рота - 101-я ветеринарная рота - 101-й (моторизованный) взвод военной полиции - 101-я (моторизованная) полевая почта - 297-я пехотная дивизия: - 1/,2/,3/522-й пехотный полк - 1/,2/,3/523-й пехотный полк - 1/,2/,3/524-й пехотный полк - 1/,2/,3/297-й артиллерийский полк: каждый дивизион имел: 3 батареи (по 4 105-мм leFH) - 4/297-й артиллерийский полк: 3 батареи (по 4 150-мм sFH) - 297-й противотанковый дивизион - 297-й разведывательный батальон - 297-й пионерный батальон - 297-й батальон связи - Подразделения поддержки 297-й дивизии | - XXXXIV армейский корпус: - 418-й (моторизованный) картографический отряд - 70-й батальон корпусной связи - 2 (моторизованные) роты телефонного перехвата - 1 (моторизованная) телефонная рота - 1 (моторизованная) радиорота - 1 (моторизованная) колонна связи - 418-й (моторизованный) отряд снабжения - 1/418-я (моторизованная) лёгкая колонна - 2/418-я (моторизованная) тяжёлая топливная колонна - 418-й (моторизованный) отряд технического обслуживания - 418-й (моторизованный) отряд военной полиции - 418-я (моторизованная) полевая почта - 15-е (моторизованное) артиллерийское командование - 216-й строительный батальон - 94-я пехотная дивизия: - 1/,2/,3/267-й пехотный полк - 1/,2/,3/274-й пехотный полк - 1/,2/,3/276-й пехотный полк - 194-й велосипедный эскадрон - 1/,2/,3/194-й артиллерийский полк, каждый дивизион имел: 3 батареи (по 4 105-мм орудия) - 4/194-й артиллерийский полк: 3 батареи (4 150-мм орудия sFH на каждую) - 194-й противотанковый дивизион - 194-й разведывательный батальон - 194-й пионерный батальон - 194-й батальон связи - 194-й дивизионный вспомогательный батальон - Группа фон Шведлера: - 140-й (моторизованный) артиллерийский дивизион - 144-й (моторизованный) артиллерийский дивизион - 245-й дивизион штурмовых орудий (только 1 батарея) - 849-й артиллерийский дивизион - Штабная секция - моторизованный взвод связи - моторизованная топографическая секция - 3 (моторизованные) батареи (4 100-мм орудия на каждую) - 1 лёгкая (моторизованная) колонна снабжения боеприпасами (20 тонная) - 2/65-й (моторизованный) артиллерийский полк - Штабная секция - моторизованный взвод связи - (моторизованная) топографическая секция - 3 (моторизованные) батареи (4 150-мм гаубицы sFH 18 на каждую) - 1 (моторизованная) батарея (4 100-мм пушки) - 1 лёгкая колонна снабжения боеприпасами (39 тонная) - 23-й наблюдательный батальон - 1 (моторизованный) взвод связи - 1 (моторизованный) взвод метеорологов - 1 (моторизованная) рота флэш-зондирования - 1 (моторизованная) рота звуковой разведки - 1 (моторизованная) геодезическая рота - 94-й строительный батальон - 1.(H)/41 разведывательный штаб - Приданы: - 1-й командир строительных войск - 144-й строительный батальон - 107-я группа Имперской службы труда - 87-й отряд Организации Тодта (присутствует половина отряда) - Итальянская 9-я пехотная дивизия «Пасубио»: - 1/,2/,3/79-й пехотный полк «Рома», каждый батальон включал: - 3 пехотные роты (12 ручных пулемёта и 6 миномётов) - 1 пулемётная рота (8 станковых пулемётов) - Батарея пехотных орудий (4 65-мм 17 гаубиц) - 5-й миномётный батальон (3 отделения) (6-81-мм миномётов на отделение) - 9-я противотанковая рота (47 мм/32 орудия) - 1/,2/,3/80-й пехотный полк «Рома»: то же, что и 79-й полк - 9-й миномётный батальон (3 батареи) (6 81-мм миномётов на батарею) - 141-я противотанковая рота (32 47 мм орудия) - 8-й артиллерийский полк «Пасубио» - 1-й дивизион (3 батареи по 4 100-мм/17 Mod 1914 гаубицы) - 2-й дивизион (3 батареи по 4 75-мм/27 Mod 1911 полевые орудия) - 3-й дивизион (3 батареи по 4 75-мм/27 Mod 1911 полевых орудия) - Разведывательная группа - 1 рота лёгких танков (12 лёгких танков) - 1 велосипедная рота (12 ручных пулемёта и 4 станковых пулемёта) - 1 (моторизованный) противотанковый взвод (2 47-мм/32 орудия) - 1 отделение зенитной артиллерии (2 20-мм пушки) - 85-я зенитная батарея (6 20-мм пушек Mod 35) - 309-я зенитная батарея (8 20-мм Mod 35) - 9-я рота связи - 30-я пионерская рота - 95-я прожекторная секция - 5-я медицинская секция - 25-е хирургическое отделение - 825-й, 826-й, 836-й, 874-й полевые госпиталя - 11-я секция снабжения - 26-я полевая пекарня - 9-й дорожно-восстановительный отряд - 8-й дорожно-транспортный отряд - 91-я топливная секция - 9-й автомобильный взвод - 25-я и 26-я моторизованные секции карабинеров - 83-я полевая почта - 76-я пехотная дивизия: - Дивизионный штаб (2 пулемёта) - 176-й (моторизованный) картографический отряд - 176-й мотоциклетный посыльный взвод - 178-й пехотный полк - 1 взвод конной разведки - 1 саперный взвод (3 ручных пулемёта) - 1 взвод связи - 1 полковой оркестр - 3 пехотных батальона, каждый в составе: - 3 роты (12 ручных пулемёта и 3 50-мм миномёта на каждую) - 1 пулемётная рота (12 пулемётов и 6 80-мм миномётов) - 1 рота пехотных орудий (2 150-мм ПТУР и 6 75-мм пехотных орудий) - 1 (моторизованный) противотанковый взвод (12 37-мм PAK 36 и 4 пулемёта) - 203-й пехотный полк: то же, что и 178-й пехотный полк - 230-й пехотный полк: то же, что и 178-й пехотный полк - 176-й противотанковый дивизион - 1 (моторизованный) взвод связи - 3 (моторизованные) противотанковые батареи (12 37-мм PAK 36 и 5 ручных пулемётов на каждую) - 176-й разведывательный батальон: - 1 (tmot) взвод связи - 1 конная разведывательная рота (2 станковых пулемёта и 9 ручных пулемётов) - 1 мотоциклетная рота (3 50-мм миномёта, 2 станковых пулемёта и 9 ручных пулемётов) - 1 тяжёлая разведывательная рота - 1 противотанковый взвод (3 37-мм пушки PAK 36 и 1 ручной пулемёт) - 1 взвод бронеавтомобилей (2 ручных пулемёта) - 1 секция пехотных орудий (2 75-мм пехотных орудий) - 176-й артиллерийский полк - 1 взвод связи - 1 (моторизованный) метеорологический отряд - 1-й, 2-й и 3-й дивизионы, каждый в составе: - 1 топографический отряд - 1 взвод связи - 3 батареи (4 105-мм орудия и 2 ручных пулемёта на каждую) - 4-й дивизион, - 1 топографический отряд - 1 взвод связи - 3 батареи (4 150-мм гаубицы и 2 ручных пулемёта на каждую) - 176-й батальон связи: - 1 (tmot) телефонная рота - 1 (моторизованная) радиорота - 1 (моторизованная) колонна обеспечения световых сигналов - 176-й (tmot) пионерный батальон - 1 батальонный оркестр - 1 (моторизованная) пионерская рота (9 ручных пулемётов) - 2 пионерные роты (9 ручных пулемётов на каждую) - 1 (моторизованная) мостовая колонна Т - 1 (моторизованная) лёгкая пионерская колонна снабжения - 176-й отряд снабжения - 1/,2/,3/176-я (моторизованная) лёгкие колонны снабжения - 4/,5/,6/176-я лёгкие колонны снабжения - 7/176-я (моторизованная) лёгкая топливная колонна - 176-я (моторизованная) рота технического обслуживания - 176-я рота снабжения - 176-я (моторизованная) полевая пекарня - 176-я (моторизованная) мясная рота - 176-я дивизионная администрация - 1/176-я медицинская рота - 2/176-я (моторизованная) медицинская рота - 176-й (моторизованный) полевой госпиталь - 1/,2/176-я (моторизованная) санитарная рота - 176-я ветеринарная рота - 176-я (моторизованная) военная полиция - 176-я (моторизованная) полевая почта - 295-я пехотная дивизия: - 1/,2/,3/516-й пехотный полк - 1/,2/,3/517-й пехотный полк - 1/,2/,3/518-й пехотный полк - 1/,2/,3/295-й артиллерийский полк, каждый дивизион имел: - 3 батареи (по 4 105-мм орудия) - 4/295-й артиллерийский полк - 3 батареи (4 150-мм орудия sFH на каждую) - 295-й противотанковый дивизион - 295-й разведывательный батальон - 295-й батальон связи - 295-й пионерный батальон - Подразделения поддержки 295-й дивизии - 97-я лёгкая пехотная дивизия: - 97-й (моторизованный) картографический отряд - 97-й взвод мотоциклистов-посыльных - Дивизионный оркестр - 204-й пехотный полк: - 1 взвод связи - 1 велосипедная рота (без тяжёлого вооружения) - 3 батальона, каждый из которых имеет: - 3 пехотные роты (12 ручных пулемёта и 3 50-мм миномёта на каждую) - 1 рота поддержки (8 станковых пулемётов, 6 80-мм миномётов и 2 75-мм пехотных орудий) - 1 (велосипедный) пионерский взвод (1 ручной пулемёт) - 1 (моторизованная) противотанковая батарея (3 50-мм ПАК 38, 9 37-мм PAK 36 и 4 ручных пулемёта) - 207-й пехотный полк: то же, что и 204-й пехотный полк - 97-й разведывательный батальон: - 1 (моторизованный) взвод связи - 2 эскадрона велосипедов (3 50-мм миномёта, 2 станковых пулемёта и 9 ручных пулемётов) - 1 (моторизованная) противотанковая секция (3 37-мм пушки PAK 36 и 1 ручной пулемёт) - 97-й противотанковый дивизион: - 1 (моторизованный) взвод связи - 1 (моторизованная) противотанковая батарея (12 37-мм PAK 36 и 4 пулемёта) - 1 (моторизованная) противотанковая батарея (8 37-мм PAK 36, 4 28-мм ПТР PzBu41 и 4 ручных пулемёта) - 81-й артиллерийский полк: - 1 взвод связи - 1 (моторизованный) взвод метеорологов - 1-й и 2-й дивизионы, каждый в составе: - 1 взвод связи - 1 топографический отряд - 2 батареи (4 75-мм пехотных орудия и 2 ручных пулемёта на каждую) - 3-й дивизион: - 1 взвод связи - 1 топографический отряд - 3 батареи (4 75-мм орудия lFK и 2 пулемёта на каждую) - 4-й дивизион: - 1 (моторизованный) взвод связи - 1 (моторизованная) топографический отряд - 3 (моторизованные) батареи (4 150-мм орудия sFH и 2 пулемёта на каждую) - 97-й фельдъегерский батальон - 3 роты (без тяжёлого вооружения) - 97-й пионерный батальон - 1 Велосипедная пионерская рота (9 ручных пулемётов) - 2 Пионерские роты (9 ручных пулемётов на каждую) - 1 Пионерская колонна - 1 (моторизованная) мостовая колонна Б - 1 (моторизованная) пионерская колонна - 97-й батальон связи - 1 (моторизованная) телефонная рота - 1 (моторизованная) радиорота - 1 (моторизованная) колонна связи - 97-я дивизионная служба снабжения - 1-6/97-я (моторизованная) лёгкие колонны - 8-9/97-я лёгкие колонны - 7/97-я (моторизованная) лёгкая топливная колонна - 97-й взвод технического обслуживания - 97-я рота снабжения - 97-я дивизионная администрация - 97-я (моторизованная) полевая пекарня - 97-я (моторизованная) мясная рота - 1/,2/97-я (tmot) горно-медицинские роты - 97-й полевой госпиталь - 97-я (моторизованная) санитарная рота - 97-я ветеринарная рота - 97-й (моторизованный) взвод военной полиции - 97-я (моторизованная) полевая почта - 68-я пехотная дивизия: - 168-й (моторизованный) картографический отряд - 168-й (моторизованный) взвод мотоциклистов-посыльных - 169-й пехотный полк: - 1 взвод связи - 3 батальона, каждый из которых имеет: - 3 стрелковые роты (12 ручных пулемёта, 3 50-мм миномёта, и 3 ПТР PzBu39 на каждую) - 1 тяжёлая рота (12 станковых пулемёта, 2 ПТР PzBu39, и 6 80-мм миномётов) - 1 (моторизованная) противотанковая батарея (12 37-мм пушек PAK 36 и 4 ручных пулемёта) - 1 рота пехотных орудий (2 150-мм орудия SIG и 6 75-мм пехотных орудий) - 1 саперный взвод (3 ручных пулемёта) - 1 кавалерийский разведывательный взвод - 1 лёгкая пехотная колонна снабжения - 188-й пехотный полк: то же, что и 169-й пехотный полк - 196-й пехотный полк: то же, что и 169-й пехотный полк - 168-й (моторизованный) противотанковый дивизион - 1 (моторизованный) взвод связи - 3 (моторизованные) противотанковые батареи (12 37-мм PAK 36 & 6 ручных пулемётов каждая) - 168-й разведывательный батальон - 1 (моторизованный) взвод связи - 1 кавалерийский эскадрон (2 станковых пулемёта и 9 ручных пулемётов) - 1 велосипедный эскадрон (3 50-мм миномёта, 2 станковых пулемёта и 9 ручных пулемётов) - 1 (моторизованный) разведывательный эскадрон - 1 секция пехотных орудий (2 75-мм пехотных орудий) - 1 секция бронеавтомобилей (2 бронеавтомобиля) - 1 противотанковый взвод (3 37-мм PAK 36 и 1 ручной пулемёт) - 168-й артиллерийский полк - 1-й, 2-й и 3-й дивизионы, каждый в составе: - 3 батареи (4 105-мм орудия LeFH и 2 пулемёта на каждую) - 4-й дивизион - 3 батареи (4 150-мм орудия SFH и 2 пулемёта на каждую) - 168-й батальон связи - 1 (моторизованная) радиорота - 1 (моторизованная) телефонная рота - 1 (моторизованная) колонна снабжения связи - 168-й пионерный батальон - 2 пионерские роты (9 ручных пулемётов на каждую) - 1 (моторизованная) пионерская рота (9 ручных пулемётов) - 1 (моторизованный) мостовой поезд - 1 (моторизованная) колонна инженерного снабжения - 168-й отряд снабжения - 1-3/168-я (моторизованная) лёгкие колонны - 4-6/168-я лёгкая колонна - 8-10/168-я лёгкая колонна - 7/168-я (моторизованная) лёгкая топливная колонна - 168-й взвод технического обслуживания - 168-я рота снабжения - 168-я дивизионная администрация - 168-я (моторизованная) полевая пекарня - 168-й (моторизованный) мясной отряд - 1/,2/168-я медицинские роты - 168-й (моторизованный) полевой госпиталь - 1/,2/168-я санитарные роты - 168-я ветеринарная рота - 168-я (моторизованная) военная полиция - 168-я (моторизованная) полевая почта |

### В мае 1942
- 4-й армейский корпус
- 44-й армейский корпус
- 52-й армейский корпус
- 49-й горный армейский корпус

### Кавказские операции
17-я армия вермахта в период наступления на Кавказ летом-осенью 1942 имела состав:
- пять пехотных дивизий
- две горнопехотные дивизии
- румынская кавалерийская дивизия
- словацкая охранная дивизия
- отдельные кавалерийские части, сформированные из казаков и других граждан СССР
- 1-я и 4-я румынские горнопехотные дивизии (Крымское командование)
- 454-я и 444-я охранные дивизии (двухполкового состава без артиллерии)
- 381-я учебная дивизия

### В декабре 1942
- 5-й армейский корпус
- 44-й армейский корпус
- 49-й горный армейский корпус
- румынский кавалерийский корпус

### В августе 1944
- 11-й армейский корпус СС (частей СС в составе корпуса не было)
- 59-й армейский корпус

## Командующие армией
- с 22 февраля 1941 — генерал пехоты Карл-Хайнрих фон Штюльпнагель
- с 6 октября 1941 — генерал-полковник Герман Гот
- с 1 июня 1942 — генерал-полковник Рихард Руофф, начальник штаба генерал-майор Фридрих Зикст
- с 24 июня 1943 — генерал-полковник Эрвин Йенеке, начальник штаба генерал-майор Фридрих Зикст
- с 1 мая 1944 — генерал пехоты Карл Альмендингер
- с 25 июля 1944 — генерал пехоты Фридрих Шульц
- с 30 марта 1945 — генерал пехоты Вильгельм Хассе

## Входила в оперативные группы войск
- Январь 1941 — апрель 1941: Группа армий «B» (нем. Heeresgruppe B)
- май 1941: Группа армий «A» (нем. Heeresgruppe A)
- Июнь 1941 — июль 1942: Группа армий «Юг» (нем. Heeresgruppe Süd)
- Август 1942 — март 1944: Группа армий «A» (нем. Heeresgruppe A)
- Апрель 1944 — июль 1944: Группа армий «Южная Украина» (нем. Heeresgruppe Südukraine)
- Август 1944 — сентябрь 1944: Группа армий «Северная Украина» (нем. Heeresgruppe Nordukraine)
- Октябрь 1944 — январь 1945: Группа армий «A» (нем. Heeresgruppe A)
- Февраль 1945 — май 1945: Группа армий «Центр» (нем. Heeresgruppe Mitte)